# 小行星6805
小行星6805（6805 Abstracta）是一颗绕太阳运转的小行星，为主小行星带小行星。该小行星于1960年9月24日发现。

## 轨道参数
小行星6805的轨道半长轴为3.1814239 UA，离心率为0.1614579。